# HMS工業網路公司
HMS工業網路公司（HMS Industrial Networks）是從事工業通訊的公司，總部在瑞典哈尔姆斯塔德，是斯德哥爾摩證券交易所的上市公司，在十個國家有分公司，員工人數超過350人，2012的營業額有5700萬歐元
HMS工業網路公司是在1988年由 Nicolas Hassbjer創立，HMS代表Hassbjer MicroSystems，曾被瑞典贸易委员会評選為「年度出口公司」。
HMS的產品是將工業設備擴充工業通訊機能，可以連接現場總線或工業乙太網。HMS的產品有以下的品牌
- Anybus方案：嵌入式網路卡及連接不同通訊協定的獨立网关[4]
- IXXAT方案：特別針對CAN、車用或測試系統的方案[5]。
- Netbiter方案：遠端管理或是透過網站的現場總線設備[6]。